# Fotogeničnost

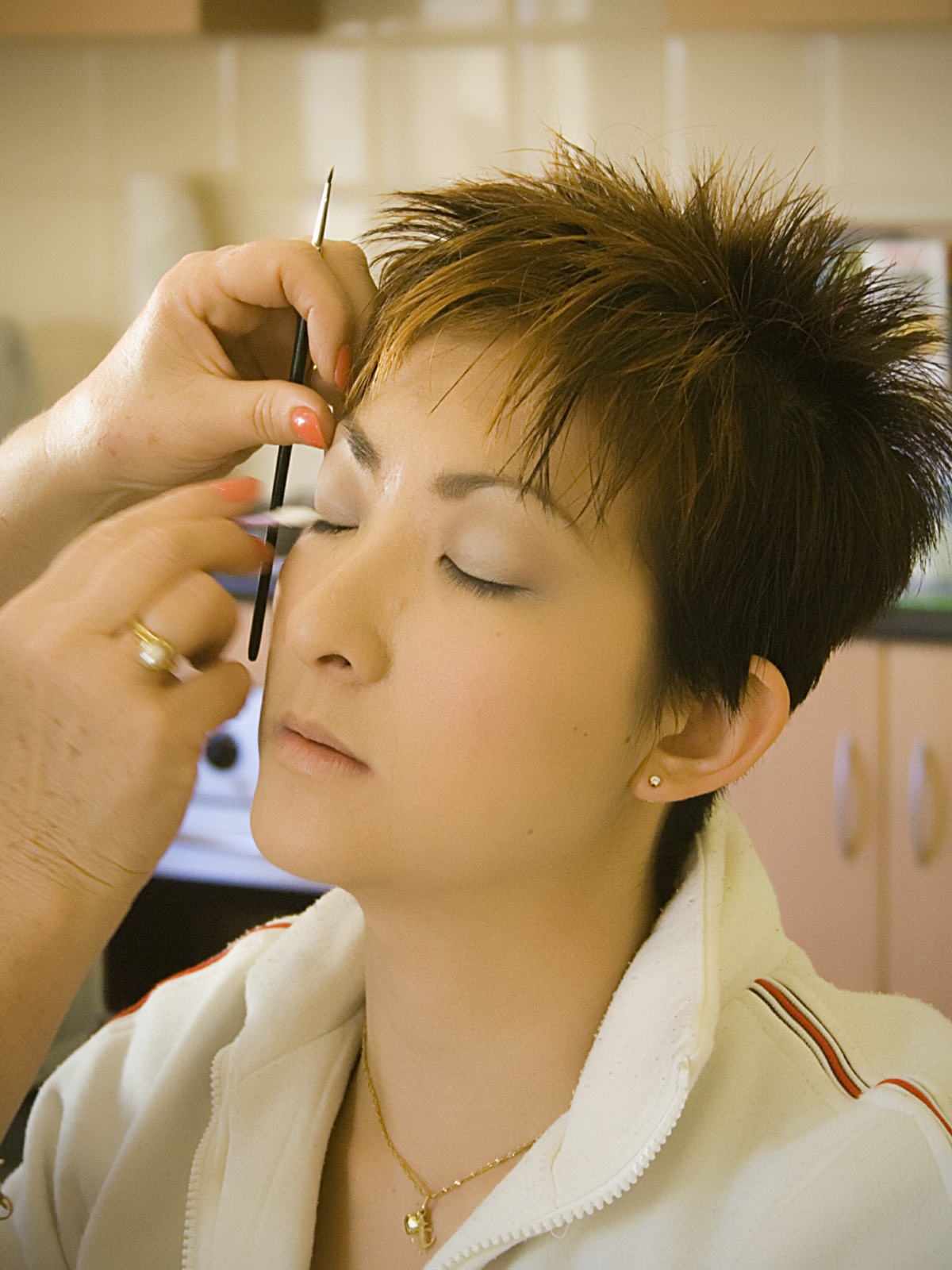
Vhodné líčení přispívá k větší fotogeničnosti

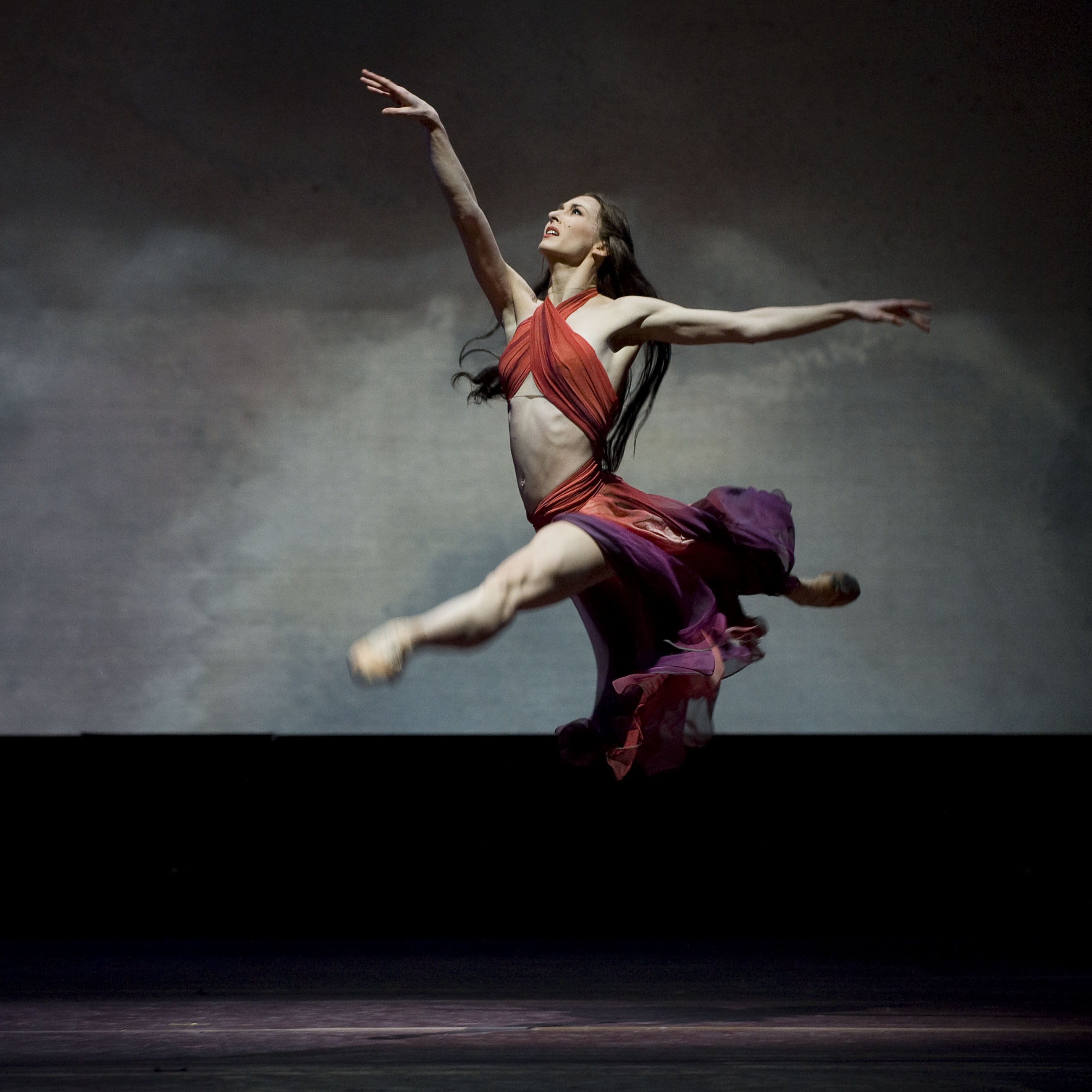
Estetický zážitek z tance

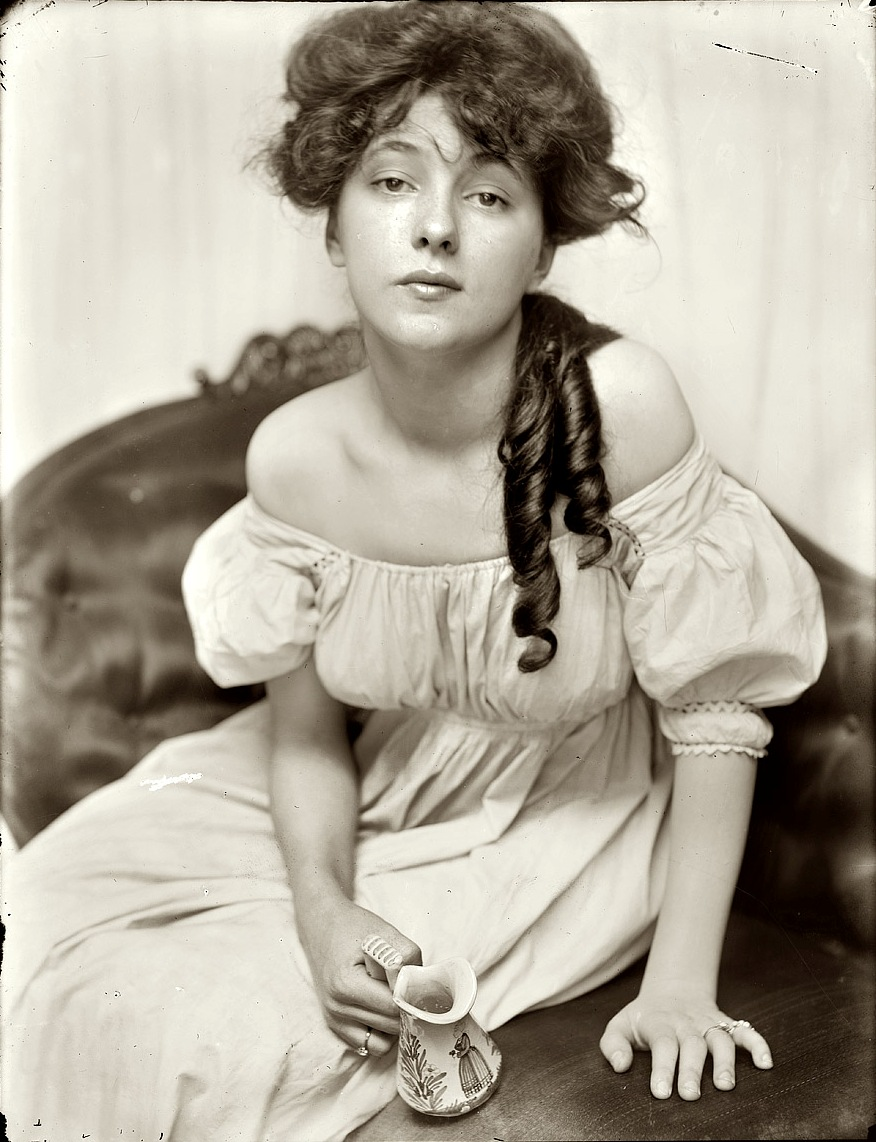
Gertrude Käsebierová: portrét Evelyny Nesbitové, 1903

Fotogeničnost je vlastnost toho, co se dá dobře fotografovat; způsobilost k úspěšnému zobrazení fotografií nebo hodnocení schopnosti „vypadat dobře“ na obrazovce či na fotografiích.. Marie Němcová definuje fotogeničnost jako seskupení prvků, ploch a linií, které ve spojitosti se světlem, barvou a kompozicí obrazu působí na estetický cit diváka. Ottův slovník naučný uvádí, že fotogeničnost je vrozená dispozice vlasů, očí a pleti i celého obličeje, na niž fotografický materiál reaguje zvláštním vytvořením úspěšného druhu fotografie. Filmový slovník uvádí, že se jedná o fyzickou vlastnost osoby, její fyzický vzrůst, plastické utváření hlavy a obličeje, které poskytuje při fotografickém zachycení nejlepší výsledky.

## Historie
| „             | Film není prostředkem k zobrazení vnějšího světa a života, ale svébytnou básnickou řečí, jejímž nejvyšším kritériem je fotogeničnost. | “ |
| — Karel Teige | |   |

V roce 1835 vynalezl William Fox Talbot metodu nazvanou Photogenic Drawing (fotogenická kresba), což byla jedna z prvních technik záznamu obrazu. S její pomocí dělal obrázky květin, částí rostlin z herbáře a jiných plochých předmětů, které kladl na papír.
Termíny „fotogeničnost“ (francouzsky photogénie) a „fotogenický“ (francouzsky photogénique) začal používat jako teoretický koncept ve francouzské literatuře o kinematografii roku 1920 Louis Delluc (autor knihy Photogénie) a jeho následovníci. Režisér Jean Epstein se o fotogeničnost vyjadřoval takto: "...fotogenickým budu nazývat každý aspekt věcí, bytostí a duší, který násobí své morální kvality v kinematografii". Francouzský termín "fotogenický" byl v témže smyslu přejat do dalších jazyků, včetně anglického. V SSSR zavedl tento termín filmový teoretik Lev Kulešov.
Nejčastěji je fotogeničnost spojována s portrétem, ale fotogenická může být i krajina, zátiší, architektura nebo zvíře.

## Popis
Fotogeničnost může, ale nemusí nutně souviset s fyzickou atraktivností ve skutečném životě. Modely jsou obvykle popisovány jako fotogenické. Struktura kostí na jejich tvářích však nemusí být estetická, obecně může být dokonce i neatraktivní, jejich křehký vzhled, když je fotografován, se může měnit na fyzicky atraktivní.
Pro vysvětlení existuje několik možných příčin. Za prvé je důležité pochopit rozdíl mezi reálným pohledem na někoho dvěma očima a prostřednictvím jednookého objektivu fotoaparátu. Dvěma očima je lidský mozek schopen vidět tvář třírozměrně, a to i při přímém pohledu zepředu, což poskytuje mnohem více informací než většina fotoaparátů. V důsledku snímání fotoaparátem s jedním objektivem se hodně z trojrozměrných vlastností obličeje ztratí a tvář se může jevit „plnější“ než ve skutečnosti je (což je důvod pro úsloví, že "kamera přidává deset liber"), nebo s jinými proporcemi, zejména při pohledu z těsné blízkosti. Je velký rozdíl, pokud srovnáme obraz něčí tváře pořízeném z jednoho a z dvaceti metrů pod stejným úhlem (zvláště když portrétovaný stojí přímo proti fotoaparátu). Tvář bude na každém obrázku vypadat jinak, snímek pořízený z větší vzdálenosti poskytne lepší zobrazení dotyčné osoby v „trojrozměrném vzhledu“. Podrobnější vysvětlení tohoto jevu lze nalézt v dokumentu amerického patentu na "imaginograf".
Protože se většina fotografovaných dívá přímo do fotoaparátu, jsou ve výhodě ti s méně lichotivými bočními profily (jako například ti se slabou bradou nebo zakřiveným nosem). V reálném životě se tvář člověka hodnotí nejen na základě předního pohledu, ale i z jiných úhlů, avšak na většině fotografií je pro úsudek diváka pouze pohled zepředu.
Další vysvětlení je skutečnost, že atraktivní lidé nejsou vždy fotogeničtí, ale část jejich přitažlivosti může být způsobena jejich charismem v reálném životě, jak se pohybují, vyjadřují a chovají. I když má subjektivní vzhled osoby v reálném životě pozitivní vliv, fotografie tyto atributy reprodukovat nedokáže, a obraz takové osoby působí méně atraktivněji než jak je v reálném životě vnímán a přispívá ke klasifikaci této osoby za méně fotogenickou.
Na atraktivitě portrétního snímku má velký podíl osvětlení, při kterém je fotografováno. Tvář člověka může vypadat jinak v závislosti na úhlu a intenzitě světla dopadající na tvář. Světlejší tóny pleti mohou na fotografii vypadat přesvětlené, obzvláště při nevhodném použití blesku. Efekt fotografického blesku může zvýraznit nežádoucí prvky, jako prohlubně a výstupky, které jsou pak výraznější než ve skutečnosti.

## Galerie

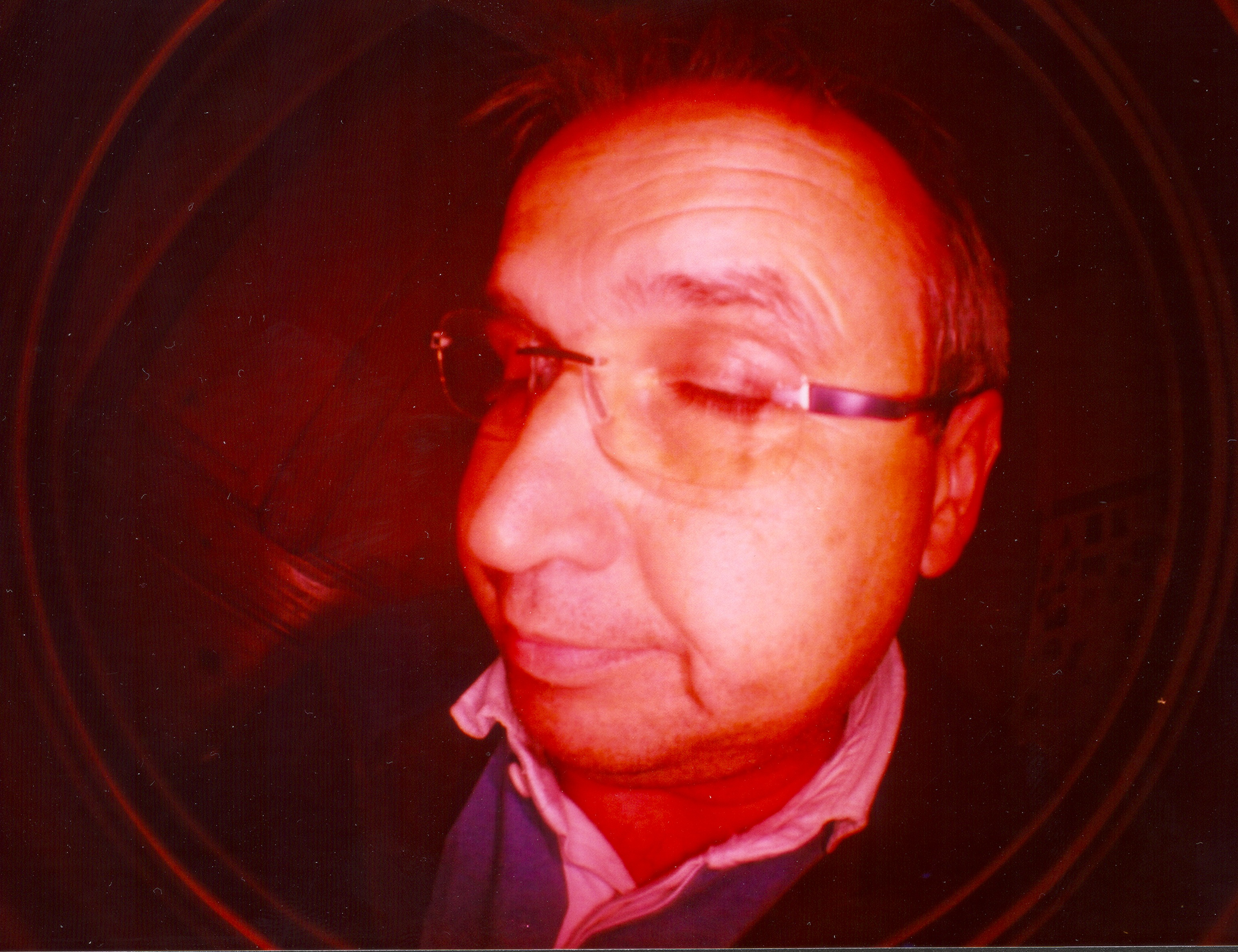
Zavřené oči a širokoúhlý objektiv k fotogeničnosti lidí nepřispívá
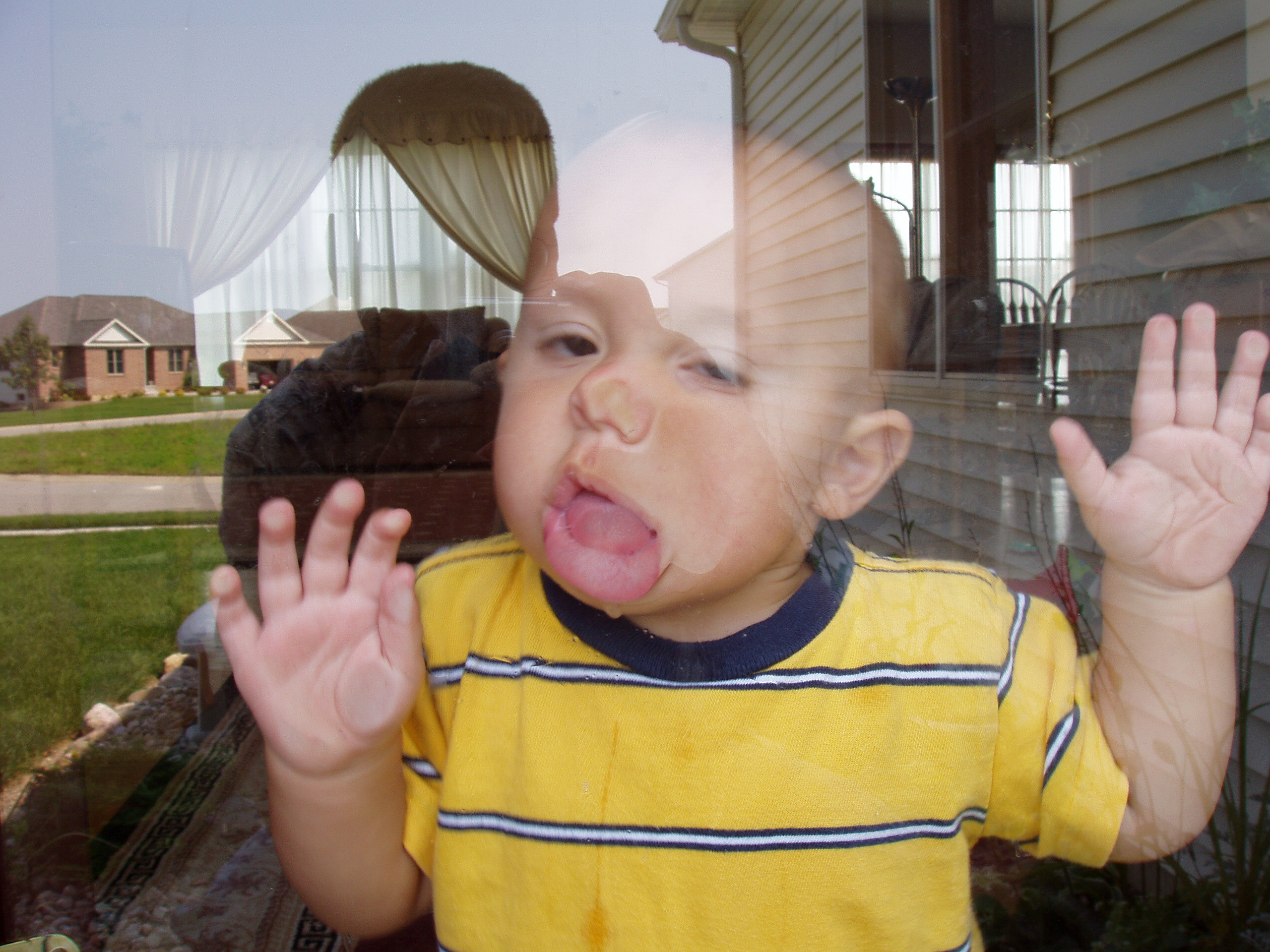
Momentka dítěte bez kompozice a estetiky
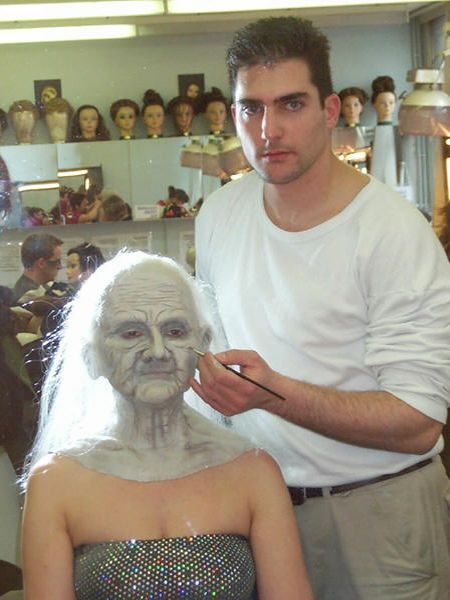
Make-upem lze dosáhnout speciálních efektů
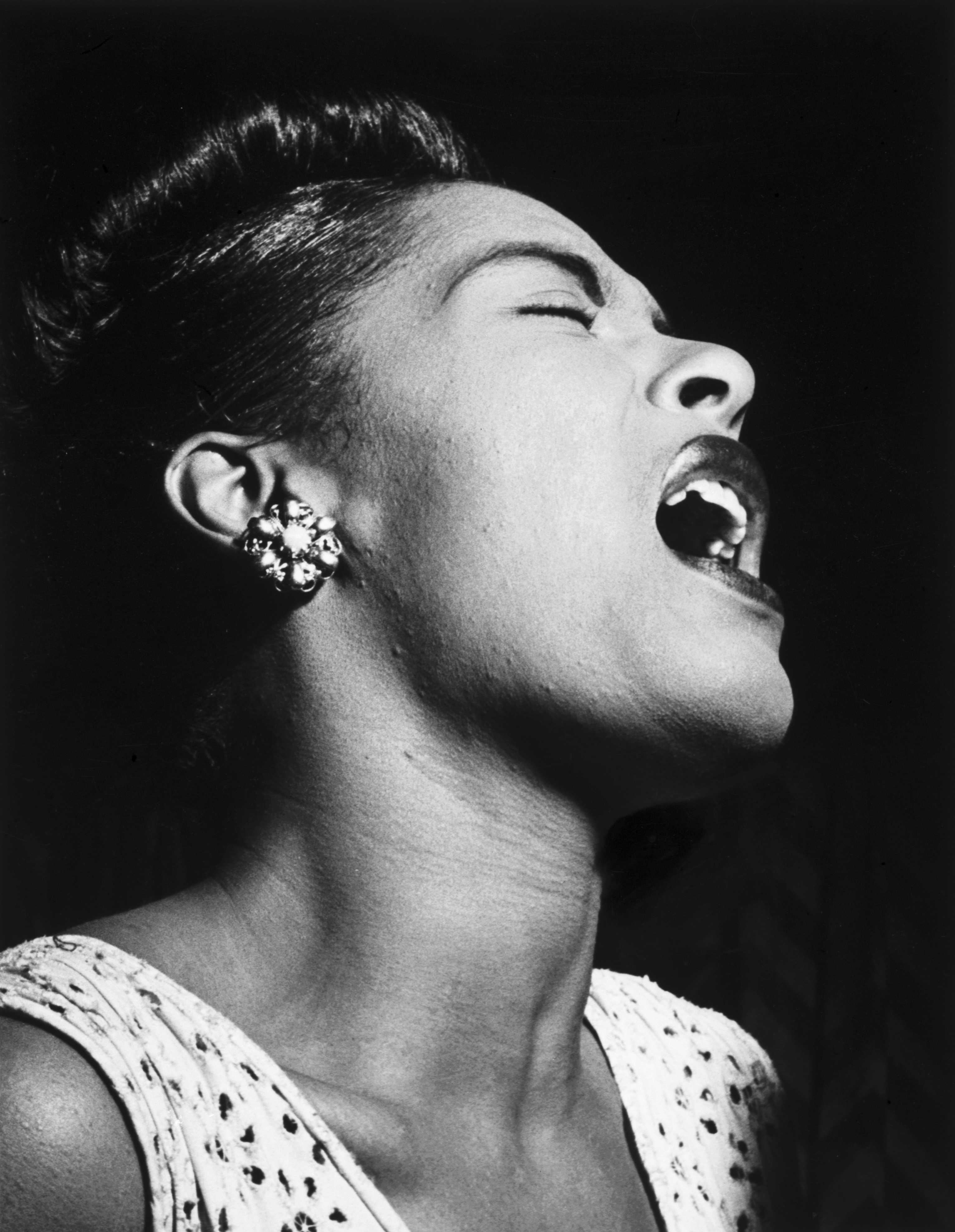
William P. Gottlieb: snímek z podhledu zviditelní například nosní dírky; portrét Billie Holiday zveřejněný v časopisu Down Beat, 1947
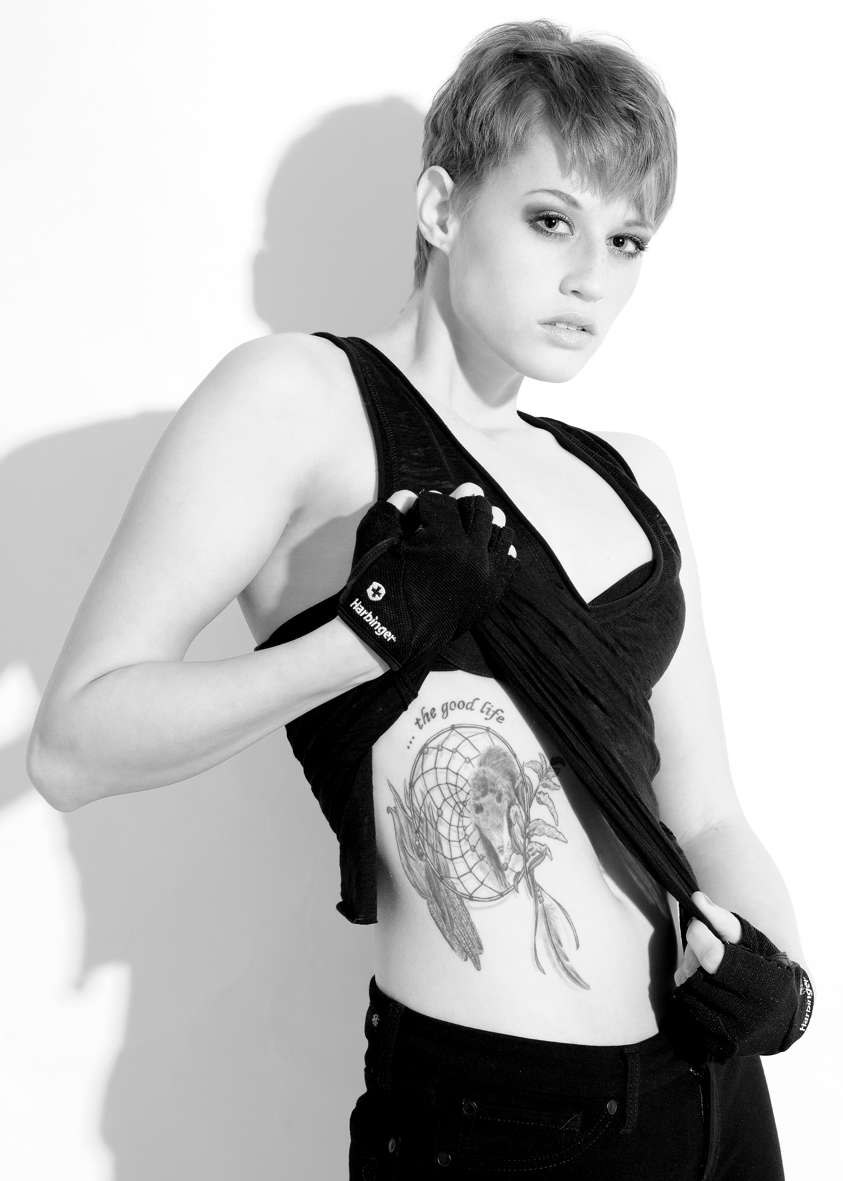
Ostré horní boční světlo vrhá stín pod krkem
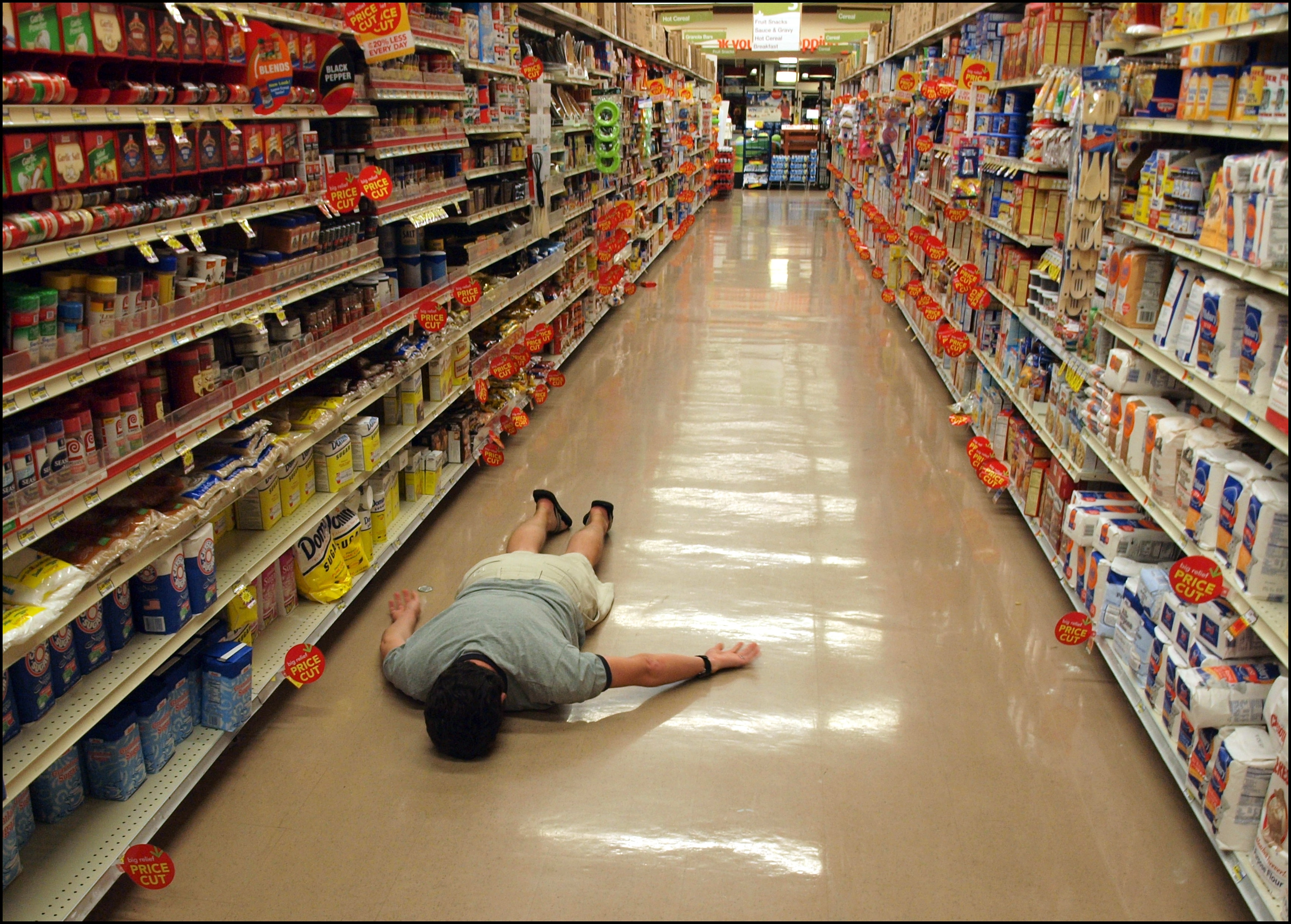
Technika plankingu s pochybnou fotogeničností. Účelem je položit se jako prkno tváří dolů na neobvyklém místě a vyfotografovat se.
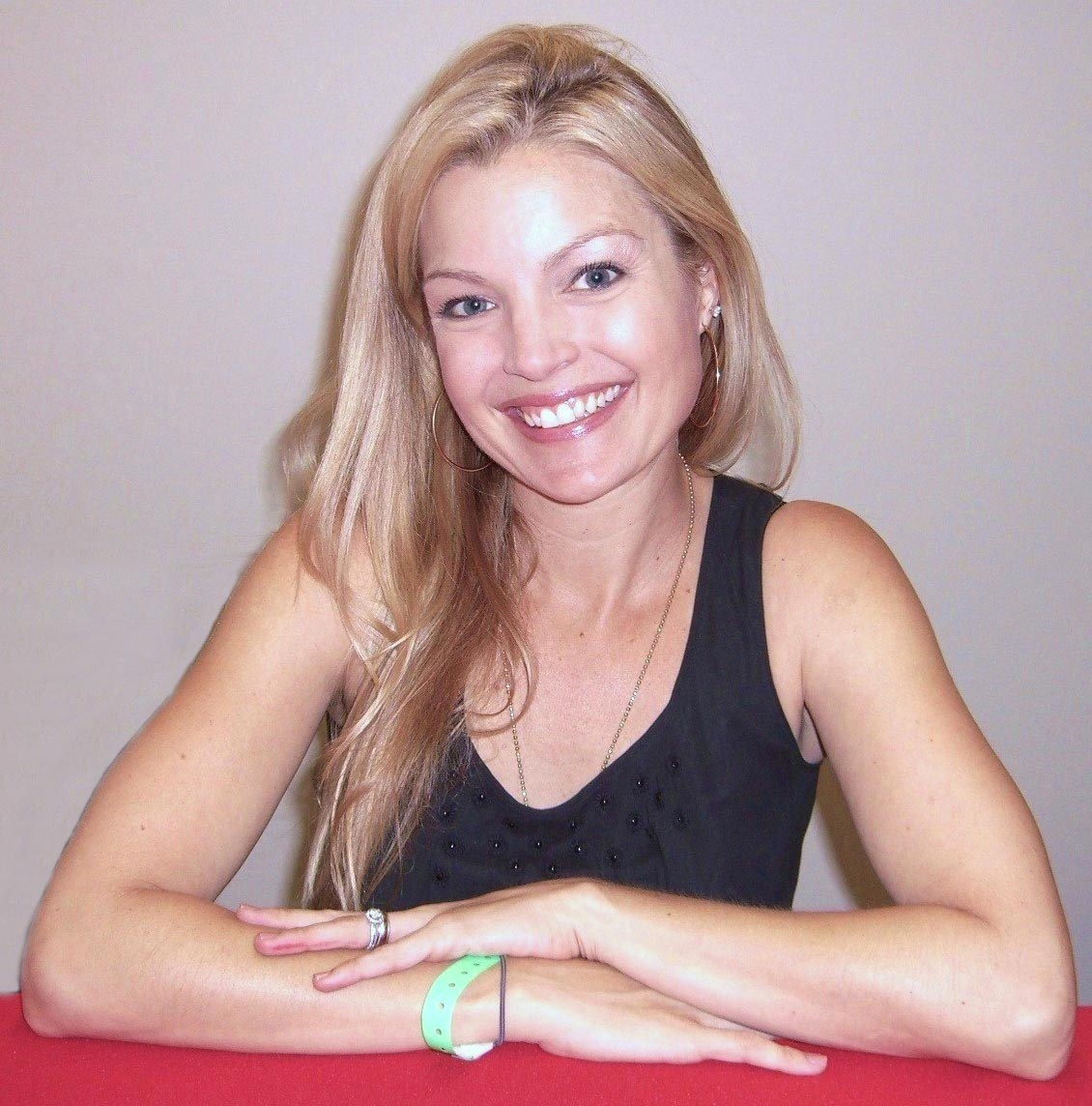
Na světlé pleti může blesk vytvořit přeexponovaná místa